# José Luis Torró
José Luis Torró Micó es un periodista español, que nació en Onteniente, en la comarca de la Valle de Albaida en 1950 y cursó estudios de Periodismo en la Escuela de la Iglesia de Valencia, licenciándose también en Ciencias de la Información por la Universidad de La Laguna. Como periodista ha trabajado en numerosas publicaciones y televisiones. 

## Televisión
Además, ha sido director de informativos del centro territorial de TVE en la Comunidad Valenciana (1979-1981), director del periódico Mediterráneo de Castellón de la Plana (1981-1984), y director de Canarias 7 (1984-1997). En televisión ha dirigido y presentado el programa 'El poder valenciano' en Valencia TeVe y ha participado en programas de radio, como 'De dalt a baix', de RNE o en Radio Valencia-Cadena SER. En RTVV destacan los programas 'Hui debat'; 'Bon dia Comunitat Valenciana' o '24.2 Noticies" que presenta en la actualidad.
- Datos: Q9014157